# راندولف كولمان
راندولف كولمان (بالإنجليزية: Randolph Coleman)‏ هو ملحن أمريكي، ولد في 1937.

## روابط خارجية
- راندولف كولمان على موقع IMDb (الإنجليزية)